# Linda Kasabian
Linda Kasabian, pseudonimo di Linda Darlene Drouin (Biddeford, 21 giugno 1949 – Tacoma, 21 gennaio 2023), fece parte della "Family" di Charles Manson ed è stata la testimone chiave dell'accusa nel processo per gli omicidi Tate-LaBianca, nei confronti di Manson e dei suoi seguaci.

## Biografia
Linda Darlene Drouin nacque a Biddeford e crebbe a Milford; suo padre Rosaire Drouin era un operaio di origini franco-canadese, e sua madre Joyce Taylor era una casalinga. Suo padre abbandonò la famiglia quando Linda era ancora una bambina, entrambi i genitori si risposarono poco tempo dopo ed il padre si trasferì a Miami. Lei era la figlia maggiore e la madre Joyce osservò che con così tanti bambini più piccoli e figliastri di cui prendersi cura, non era in grado di dedicarle l'attenzione necessaria: «Non avevo il tempo di ascoltare i suoi problemi. Molte delle cose che successero a Linda sono colpa mia».
Linda venne descritta dagli amici, dai vicini e dagli insegnanti come una studentessa buona e intelligente e come una "sognatrice ad occhi aperti" gentile e timida, ma "forzata a crescere troppo in fretta". A 16 anni lasció la scuola superiore e se ne andò di casa a causa del patrigno Jake Byrd, il quale maltrattava lei e sua madre, e sposó Robert Peasley, divorziando poco tempo dopo. Per breve tempo si trasferì a Miami per cercare di ritrovare un contatto con suo padre, che era un barista, ma si allontanarono poco dopo. Linda allora viaggiò per Boston e si risposò con Robert Kasabian, di origini armene, e nel 1968 nacque sua figlia Tanya. Ma anche il secondo matrimonio finì e lei tornò con la bambina a vivere dalla madre nel New Hampshire. Successivamente l'ex marito contattò Linda e la invitò a Los Angeles proponendole di unirsi a lui e a un suo amico, Charles "Blackbeard" Melton, in un viaggio in barca a vela per l'America meridionale.

### Incontro con Charles Manson
Sperando in una riconciliazione, Linda tornò a Los Angeles per vivere con Robert nei luoghi di ritrovo hippy di Topanga Canyon. Incinta per la seconda volta, fu rifiutata dal marito che la lasciò per il viaggio in Sud America. Un'amica di Melton, Catherine "Gypsy" Share, descriveva un ranch idilliaco dove un gruppo di hippy stavano istituendo un "buco nella terra" per sfuggire ai disordini sociali. Il "buco" suonava come le leggende Hopi che aveva letto da ragazza e ne era incuriosita. Nel 1969, invece di partecipare alle commemorazioni del 4 luglio a Malibù, decise di seguire Share allo Spahn Ranch, nella zona Chatsworth di Los Angeles, dove incontrò Charles Manson e fu accolta dai membri del gruppo, che la salutarono con professioni di pace e amore, dicendole che lei e sua figlia sarebbero state al sicuro, purché Linda si mostrasse leale.
Durante la sua prima notte con la "Family", incontrò e fece sesso con il seguace e collaboratore di Manson, Charles "Tex" Watson, il quale poi la persuase a rubare una somma di denaro a Melton, l'amico dell'ex-marito. La Kasabian fu poi introdotta a Manson, e fu un evento drammatico per lei. Pensò che egli sembrasse magnifico con i suoi abiti in pelle di daino, e che sembrasse Cristo. Manson parló con lei sul perché fosse venuta nel ranch prima di accettarla ufficialmente. Quella notte la Kasabian fece sesso con Manson in una caverna allo Spahn Ranch. Lei pensò che Manson potesse vedere attraverso di lei e che percepisse i suoi problemi con il patrigno e le sue sensazioni di essere "usa e getta" per le persone nella sua vita e per il mondo in generale, come disse testimoniando al processo:
La Kasabian adottò verso Manson lo stesso atteggiamento delle altre ragazze del ranch: "Abbiamo sempre voluto fare tutto e di più per lui". Con i membri del gruppo iniziò a compiere le "strisciate raccapriccianti", ovvero entrare furtivamente in case a caso a Los Angeles per rubare soldi e altro mentre gli occupanti dormivano. Queste e altre attività criminali erano il mezzo con cui i membri della famiglia si sostenevano. «Tutto è di tutti», ribadiva Manson durante i suoi numerosi colpi, con l'ingestione di droghe psichedeliche. Quando Mary Brunner fu incarcerata per aver usato una carta di credito rubata, la Kasabian restò l'unico membro del gruppo a possedere una patente di guida. L'8 agosto del 1969, Manson annunciò: «ora è l'ora dell'Helter Skelter», un termine preso dall'omonima canzone dei Beatles che Manson credeva (o convinse i suoi seguaci che credeva) significasse una rivelazione profetizzata nel Libro della Rivelazione (il termine "Helter Skelter" significa confusione, disordine).

### Omicidi Tate-LaBianca
Manson ordinò alla Kasabian di prendere un coltello, un cambio di vestiti e la sua patente di guida, ed accompagnare altri tre membri della famiglia, Charles "Tex" Watson, Susan Atkins e Patricia Krenwinkel, alla residenza del regista Roman Polański e di sua moglie Sharon Tate. Qui la Kasabian vide Watson sparare e uccidere Steven Parent, un adolescente che era venuto a trovare il custode. Watson ordinó poi alla Kasabian di rimanere fuori dalla residenza, e lei rientrò in auto mentre il resto del gruppo entrava in casa per uccidere Jay Sebring, Wojciech Frikowsky, Abigal Folger e Sharon Tate. La Kasabian testimonió che a un certo punto sentì le "orribili urla" delle vittime e lasciò l'auto: «Iniziai a correre verso la casa, volevo che la smettessero. Sapevo cosa avevano fatto a quell'uomo (Parent), che stavano uccidendo quelle persone. Volevo che la smettessero». Avvicinandosi alla casa, la Kasabian incontró Frykowski che stava scappando: «C'era un uomo che stava uscendo dalla porta e aveva la faccia coperta di sangue, stava in piedi grazie a un palo, ci siamo guardati negli occhi per un minuto e dissi "Oh, Dio, mi dispiace tanto, per favore fa che smetta". Ma l'uomo cadde a terra sui cespugli». Allora Watson accoltellò ripetutamente Frykowski e lo colpì alla testa con l'impugnatura di una pistola. La Kasabian cercò di fermare gli assassini, sostenendo di aver sentito delle persone arrivare nella proprietà, ma Atkins insisteva che era troppo tardi.
Secondo Watson e Atkins, la Kasabian rimase inchiodata di fronte al prato, guardando con un'espressione inorridita i suoi compagni commettere l'omicidio. La Kasabian testimoniò che corse sotto shock verso l'auto, la mise in moto e pensò di andarsene per chiedere aiuto, ma poi temette per sua figlia che era al ranch.
La notte seguente Manson ordinò di nuovo al quartetto di prendere un cambio di vestiti e di andare con lui in auto, questa volta per "mostrare loro come si fa", perché sentiva che l'atto della notte precedente era stato eseguito in modo sciatto. Il gruppo, insieme a Leslie Van Houten e Steve "Clem" Grogan, partì per la residenza dei coniugi LaBianca a Los Feliz. La Kasabian vide Manson e Watson camminare verso la casa e ritornare all'auto pochi minuti dopo, e Manson riferì che gli occupanti della casa erano legati. Ordinò a Watson, Krenwinkel e Van Houten di entrare nella casa mentre lui, la Kasabian, la Atkins e Grogan ripartirono. Nella residenza, Watson, Krenwinkel e Van Houten uccisero Leno e Rosemary LaBianca. Quando le venne chiesto perché fosse uscita di nuovo con il gruppo, sapendo bene che sarebbero avvenuti dei nuovi omicidi, la Kasabian rispose che quando Manson le chiese di andare con loro, aveva "paura di dire no". Dopo quella notte, nella zona della Venice Beach di Los Angeles, Manson chiese alla Kasabian di partecipare all'omicidio di un conoscente, l'attore libanese Saladin Nader, che lei aveva incontrato pochi giorni prima con un membro della famiglia, Sandra Good. Atkins e Grogan aspettavano a pochi passi con un coltello e una pistola in mano, pronti a uccidere come Manson aveva detto loro, mentre la Kasabian bussó intenzionalmente alla porta dell'appartamento sbagliato al fine di evitare l'omicidio. Quando l'occupante rispose, la Kasabian si scusò, impedendo così il reato. Prima di abbandonare la scena con un nulla di fatto, la Atkins defecò sulle scale dell'abitazione.
Due giorni dopo l'omicidio LaBianca, Linda fuggì dalla Family e alla fine tornò a casa della madre nello New Hampshire.

### Processo e pentimento
Susan Atkins fu arrestata ad ottobre col resto dei membri della famiglia, in seguito ad una irruzione per un furto d'auto avvenuta al Barker Ranch, dove il gruppo si era trasferito da un mese e mezzo lasciando lo Spahn Ranch. La polizia non sapeva che avessero commesso gli omicidi Tate-LaBianca perché 
le indagini erano ancora in corso. Atkins diede una svolta alla ricerca degli assassini quando raccontò gli omicidi alle sue compagne di cella del carcere femminile della contea di Los Angeles, tra cui una donna di nome Ronnie Howard. Howard e le altre prigioniere informarono le autorità di ciò che avevano sentito. Nei primi di dicembre del 1969, Manson, Watson, Krenwinkel, Atkins, Van Houten e la Kasabian furono incriminati per gli omicidi Tate-LaBianca. Alla Atkins fu offerta una condanna ridotta (l'ergastolo invece della pena di morte) in cambio della sua testimonianza, in quanto era stata la prima imputata ad essere arrestata ed era d'accordo a collaborare. Inizialmente ella accettò, ma poi rinunciò tornando fedele a Manson e ritrattò tutte le sue dichiarazioni precedenti. Quindi i procuratori si rivolsero alla Kasabian, alla quale offrirono l'immunità in cambio della testimonianza.
Si disse anche che la Kasabian avrebbe voluto raccontare la propria storia ai procuratori con o senza alcun tipo di accordo, per "farlo uscire dalla mia testa", come il capo procuratore Vincent Bugliosi disse, ma il suo avvocato, Gary Fleischman, insistette affinché rimanesse in silenzio fino a che il procuratore distrettuale non avesse offerta l'immunità. La Kasabian, incinta del suo secondo figlio, accettò l'offerta. L'accordo fu visto all'epoca come controverso per svariati motivi, perché alcuni la volevano pienamente perseguita per i crimini. Tuttavia, anche se la Kasabian era stata complice degli omicidi e non li aveva impediti o contattato le autorità, non era entrata nelle residenze né aveva partecipato fisicamente a commetterli. Fu descritta come riluttante ed estremamente sconvolta durante gli eventi di entrambe le notti, anche sfidando Manson («Non sono te, Charlie. Non posso uccidere nessuno»), ed era l'unica del gruppo ad aver espresso rimorso e compassione per le vittime. Quando tornò alla residenza Tate per la ricostruzione, la Kasabian subì un crollo emotivo. L'accusa fu costretta a ritirare l'accordo con Atkins, il cui comportamento e le cui dichiarazioni sembravano particolarmente corrotte.
Portata al banco dei testimoni, la Kasabian divenne la teste chiave per l'accusa e raccontò al processo tutto quello che aveva visto e sentito quando era con la family e durante i delitti, raccontando in lacrime gli omicidi nei minimi dettagli. La sua testimonianza fu la parte più drammatica del processo e ricevette una vasta copertura mediatica. Durante il processo, alcuni membri della famiglia Manson in libertà condussero una campagna intimidatoria contro la Kasabian nel tentativo di non farla testimoniare. I veri imputati del reato interruppero costantemente la sua testimonianza: Manson avrebbe portato un dito alla gola fissando la Kasabian, come lei testimoniò, un atto che ripeteva durante la testimonianza degli altri teste d'accusa. Susan Atkins bisbiglò ripetutamente alla Kasabian attraverso l'aula: «Ci stai uccidendo!», alla quale la Kasabian rispose: «Non vi sto uccidendo, voi vi siete uccisi da soli». Manson interruppe la testimonianza della Kasabian, tenendo in mano una copia del giornale Los Angeles Times con il titolo "Manson colpevole, dichiara Nixon", riferendosi alle dichiarazioni del presidente Nixon sul processo; egli apparentemente sperava di convincere che si trattasse di un errore giudiziario, come la difesa sosteneva. Per la maggior parte dei suoi 18 giorni di testimonianza, gli avvocati difensori cercarono senza successo di screditare la Kasabian, citando il suo ampio uso di LSD nel tentativo di togliere credibilità alla sua testimonianza. La Kasabian non cedette sotto l'intenso interrogatorio, e la sua testimonianza trovò tutte le prove fisiche che erano state presentate, oltre a essere supportata dai successivi testimoni d'accusa.
Durante l'interrogatorio della Kasabian, l'avvocato difensore di Manson, Irving Kanarek, mostrò grandi fotografie a colori della scena del crimine degli omicidi Tate. La reazione emotiva della Kasabian fu in grande contrasto rispetto a quella degli altri membri della famiglia. Ricomponendosi abbastanza da vedere la fotografia della morta, la Kasabian guardò gli imputati e chiese: «Come potete fare questo?». Le imputate risero. L'avvocato difensore di Manson chiese alla Kasabian come potesse essere così sicura, considerando il suo uso di LSD, che non avesse partecipato al macabro atto. «Perché non ho quel tipo di cosa dentro di me, fare qualcosa di così animalesco», rispose. Anche se il processo a Manson e ai suoi seguaci durò nove mesi con la deposizione di numerosi testimoni, fu la testimonianza della Kasabian più di ogni altra cosa a portare alle condanne di Manson, Watson, Atkins, Krenwinkel e Van Houten. Il 25 gennaio 1971, furono dichiarati colpevoli di tutte le accuse e condannati. Vari testimoni, incluse le imputate e gli altri membri leali della famiglia, testimoniarono che la Kasabian, più che Manson, aveva pianificato gli omicidi. Tuttavia la giuria del processo rifiutò completamente la loro testimonianza. Più recentemente, queste accuse sono state ripudiate pubblicamente da molti membri della famiglia, che originariamente le avevano fatte, inclusa Catherine Share, Susan Atkins, e in modo particolare Tex Watson, che ha descritto queste accuse come «palesemente ridicole».

## Nella cultura di massa
- Nel libro The White Album, Joan Didion scrisse dei suoi incontri con la Kasabian, durante la sua permanenza in carcere mentre testimoniava.[senza fonte]
- La Kasabian è stata ritratta in numerosi film dalle attrici Clea DuVall, Marilyn Burns, Michelle Briggs e Tamara Hope.[senza fonte]
- I Kasabian, band britannica, prendono il nome da Linda Kasabian.[senza fonte]
- La protagonista del film del 2011, La fuga di Martha, interpretata da Elizabeth Olsen, è modellata sulla Kasabian.[senza fonte]
- Nella settima stagione della serie televisiva horror American Horror Story è interpretata da Billie Lourd in un episodio.[senza fonte]
- Nel film C'era una volta a... Hollywood del 2019 di Quentin Tarantino è interpretata da Maya Hawke.